# Ланкастер (Канзас)
Ланкастер (англ. Lancaster) — місто (англ. city) в США, в окрузі Атчісон штату Канзас. Населення — 246 осіб (2020).

## Географія
Ланкастер розташований за координатами 39°34′17″ пн. ш. 95°18′13″ зх. д. / 39.57139° пн. ш. 95.30361° зх. д. (39.571256, -95.303709).  За даними Бюро перепису населення США в 2010 році місто мало площу 0,58 км², уся площа — суходіл. В 2017 році площа становила 0,52 км², уся площа — суходіл.

## Демографія
Згідно з переписом 2010 року, у місті мешкало 298 осіб у 108 домогосподарствах у складі 87 родин. Густота населення становила 517 осіб/км².  Було 117 помешкань (203/км²).
Расовий склад населення:
| - 98,0 % — білих - 1,0 % — корінних американців - 0,7 % — азіатів - 0,3 % — чорних або афроамериканців |

До двох чи більше рас належало 0,0 %. Частка іспаномовних становила 0,0 % від усіх жителів.
За віковим діапазоном населення розподілялося таким чином: 27,9 % — особи молодші 18 років, 59,7 % — особи у віці 18—64 років, 12,4 % — особи у віці 65 років та старші. Медіана віку мешканця становила 40,0 року. На 100 осіб жіночої статі у місті припадало 102,7 чоловіків;  на 100 жінок у віці від 18 років та старших — 88,6 чоловіків також старших 18 років.
Середній дохід на одне домашнє господарство  становив 69 851 долар США (медіана — 52 344), а середній дохід на одну сім'ю — 89 738 доларів (медіана — 65 625). Медіана доходів становила 39 688 доларів для чоловіків та 33 125 доларів для жінок. За межею бідності перебувало 10,8 % осіб, у тому числі 6,9 % дітей у віці до 18 років та 9,3 % осіб у віці 65 років та старших.
Цивільне працевлаштоване населення становило 144 особи. Основні галузі зайнятості: освіта, охорона здоров'я та соціальна допомога — 34,0 %, виробництво — 16,0 %, будівництво — 13,9 %.